# 終わりの惑星のLove Song
『終わりの惑星のLove Song』（おわりのほしのラブソング）は、麻枝准 / やなぎなぎのコンセプトアルバム。2012年4月25日にFLAMING JUNEから発売された。

## 概要
終わりの惑星で紡がれる男女の恋を13曲のボーカル曲で綴ったオリジナルコンセプトアルバム。なお、制作のFLAMING JUNEはKeyの麻枝准の自主レーベルである。
全楽曲（『Heroの条件』のみ共作）の作詞・作曲を麻枝准が、ボーカルをsupercellのゲストボーカルとして活動していたやなぎなぎが担当している。
ジャケットイラストはごとPが担当。各楽曲にはイメージイラストが存在し、複数のイラストレーターが担当している。
英語、中国語、韓国語の意訳による全曲訳詞テキストが封入されている。
初回限定版には『終わりの世界から』『Killer Song』『無敵のSoldier』『Last Smile』『火吹き山の魔法使い』のミュージッククリップが収録されたDVDが同梱されている。なおミュージッククリップは公式サイト、YouTube、ニコニコ動画にて視聴する事ができるが、『火吹き山の魔法使い』のみ同梱DVD限定の収録となっている。
本アルバムのリリースに先駆けて麻枝准による殺伐ニコ生（ゲスト：中川泰誠）、殺伐ユースト！（ゲスト：やなぎなぎ）が配信された。
コミックマーケット81にて『Killer Song』『終わりの世界から』『きみのairplane』の三曲を収録した先行シングル『KILLER SONG』が発売された。『きみのairplane』はシングル限定楽曲となっており、本アルバムには収録されていない。

## 制作背景
supercellでやなぎなぎを知った麻枝が、自分の曲を歌ってほしいと思っていたことが制作の起点となっており、レーベルの立ち上げからアルバムの制作までやなぎなぎありきだった。
アルバムの内容については「売れるもの」ということがまず念頭にあった。そのため自分たちを知らない人や若い人に刺さるように、具体的かつ刺激的な歌詞とキャッチーなサウンドを意図して作られている。
麻枝によって最初に『終わりの世界から』と『Killer Song』を作曲したのちコンセプトが決められ、それから約一か月でアルバム全曲が書かれた。

## 収録曲
※ 全作詞・作曲：麻枝准（特記以外）
1. 終わりの世界から
  - 編曲：SHOGO、イメージイラスト：浅見百合子
2. ふたりだけのArk
  - 編曲：伊藤賢、イメージイラスト：七草
3. Killer Song
  - 編曲：古川貴浩、イメージイラスト：ZEN
4. Flower Garden
  - 編曲：伊藤賢、イメージイラスト：七草
5. 無敵のSoldier
  - 編曲：高橋浩一郎、イメージイラスト：浜弓場双
6. 凍る夢
  - 編曲：伊藤賢、イメージイラスト：みさき樹里
7. Executionerの恋
  - 編曲：山田高弘、イメージイラスト：Na-Ga
8. とある海賊王の気まぐれ
  - 編曲：太田雅友、イメージイラスト：浜弓場双
9. 雪の降らない星
  - 編曲：井内啓二、イメージイラスト：【yae】
10. 火吹き山の魔法使い
  - 編曲：ゆよゆっぺ、イメージイラスト：ZEN
11. Last Smile
  - 編曲：井内啓二、イメージイラスト：【yae】
12. Heroの条件
  - 作曲：中川泰誠・麻枝准、編曲：中土智博、イメージイラスト：ZEN
  - 麻枝の大学時代からの親友である中川泰誠との共作曲[5]。
13. この惑星のBirthday Song
  - 編曲：中西亮輔、イメージイラスト：ごとP

## 参加ミュージシャン
[]内はトラック数
- ドラム：矢吹正則[9,11]
- ギター：高橋涼[13]
- ピアノ：井内啓二[9,11]、EFFY[8]
- 第一ヴァイオリン：伊藤彩[9,11]
- 第二ヴァイオリン：竹田詩織[9,11]
- ヴィオラ：菊地幹代[9,11]
- ヴァイオリン、ヴィオラ：大先生室屋[13]
- チェロ：堀沢真己[9,11]
- コーラス：杉並児童合唱団、大石幸次郎、宮島一真、本田愛理、高尾璃子、栗岡日向、久保梨紗[13]